# Paradižet
Paradižet ili šnenokle (ǌem. Schneenockerln) je naziv za slatki kolač, specijalitet austrijske kuhinje. Paradižet je udomaćen u našim krajevima pa ga mnogi (krivo) smatraju domaćim specijalitetom.
Priprema se na način da se u mlijeko stavi kuhati štapić vanilije. Žumanjci i šećer se pjenasto izmiješaju, zatim se dodaje jestivi škrob i umiješa u kipuće mlijeko. Smjesa žumanjaka i mlijeka se miješa pjenjačom dok ne zavrije, a tada se miče s vatre. Bjelanjke se istuče u čvrsti snijeg i žlicom se stavljaju u vrelu vodu. Čim voda zakipi, okreću se na drugu stranu, a nakon par sekundi se vade. Postupak se ponavlja dok se ne skuhaju svi žličnjaci.
Poslužuje se ohlađeno.

## Vanjske poveznice
- Šne-nokle (gastro.hr)  Arhivirana inačica izvorne stranice od 10. travnja 2009. (Wayback Machine), 2009-12-26